# Гросс, Мирьяна
Мирьяна Гросс (хорв. Mirjana Gross, урождённая Мирьям Гросс хорв. Mirjam Gross, 22 мая 1922, Загреб, Хорватия и Словения — 23 июля 2012) — известная югославская и хорватская писательница и историк еврейского происхождения.

## Жизнь и карьера
Гросс родилась 22 мая 1922 года в Загребе, в еврейской семье Мавро и Эллы Гросс. Во время Второй мировой войны и оккупации Югославии Гросс и её родители прятались недалеко от Загреба в деревне Дренье Брдовечко до 1943 года, когда они были арестованы нацистами. Она и её мать были депортированы в концентрационный лагерь Равенсбрюк, где они работали подневольными рабочими на Siemens & Halske AG, производящем бомбы. Её отца депортировали в Бухенвальд. Отец Гросс и другие члены её семьи погибли во время Холокоста; однако она и её мать выжили.
После войны она стала известным югославским профессором истории. На протяжении всей своей карьеры Гросс изучала хорватскую историю XIX века и историческую методологию. В 1970-х годах она выполнила несколько исследовательских проектов по современной истории Хорватии. Она написала книги о Партии правых, Анте Старчевиче и Евгении Кватернике, и др.
В 1997 году Институт истории Хорватии при факультете гуманитарных и социальных наук Загребского университета опубликовал репрезентативный сборник научных статей в честь Гросс.

## Смерть
Гросс умерла 23 июля 2012 года в возрасте 90 лет и была похоронена на Мирогойском кладбище.

## Почести
В 2001 году Гросс получила премию Йосипа Юрая Штроссмайера за самую успешную научную работу «Подлинная партия правых», опубликованную в Хорватии и хорватской диаспоре. В 2005 году Гросс была названа в числе 35 самых важных хорваток в истории.